# قائمة الأحزاب السياسية في أذربيجان
يسرد هذا المقال الأحزاب السياسية في أذربيجان. أذربيجان دولة مسيطرة على حزب واحد. تعمل أحزاب المعارضة ضد حزب أذربيجان الجديدة، لكن يُنظر إليها على نطاق واسع على أنها ليست لديها فرصة حقيقية للحصول على السلطة.

## الأحزاب الرئيسية
- حزب أذربيجان الجديدة
- حزب الجبهة الشعبية الأذربيجانية
- حزب حركة النهضة الوطنية
- حزب الوطن الام
- حزب التضامن المدني
- حزب النظام العظيم
- الحزب السياسي الأذربيجاني للإصلاحات الديمقراطية
- الحزب الاشتراكي الديمقراطي الأذربيجاني
- حزب الازدهار الاجتماعي الأذربيجاني

## أحزاب أخرى
- حزب التحالف من أجل أذربيجان
- الحزب الشيوعي الأذربيجاني (1993)
- الحزب الشيوعي الأذربيجاني (المستند على الماركسية اللينينية)
- الحزب الديموقراطي الاذربيجاني
- حزب الخضر الأذربيجاني
- حزب الأمل الأذربيجاني
- الحزب الليبرالي الأذربيجاني
- الحزب الوطني الديمقراطي الأذربيجاني
- حزب الوحدة المدنية
- حزب الرفيق
- عالم أذربيجان الديمقراطية
- حزب الاستقلال الوطني الأذربيجاني
- حزب العدالة
- حزب المساواة الحديثة
- الوحدة الوطنية
- الحزب الشيوعي الإصلاحي لأذربيجان
- حركة التحرير الوطني لأذربيجان الجنوبية
- الحزب الشيوعي الموحد لأذربيجان
- حزب الفضيلة